# Stazione di Sorgono
La stazione di Sorgono è una stazione ferroviaria posta nel comune di Sorgono, capolinea della ferrovia per Isili, dal 1997 utilizzata esclusivamente per scopi turistici.

## Storia
La stazione fu costruita durante i lavori di realizzazione della Isili-Sorgono a fine Ottocento ad opera della Società italiana per le Strade Ferrate Secondarie della Sardegna, concessionaria della prima rete ferroviaria pubblica a scartamento ridotto della Sardegna, venendo attivata il 3 novembre 1893, data di apertura al traffico del tronco ferroviario Meana Sardo-Sorgono che completava la ferrovia. Benché realizzata come scalo di testa, per la stazione fu da subito ipotizzato e più volte richiesto nel corso della sua storia un collegamento via ferro con altre aree dell'isola, tramite la realizzazione (mai avvenuta) di linee che avrebbero messo in comunicazione il centro del Mandrolisai con la ferrovia Macomer-Nuoro e con Oristano, con la prima inoltre strategica in un'ottica di interconnessione della rete sarda a scartamento ridotto.
Nonostante la mancata realizzazione di queste opere la stazione continuò a essere il capolinea settentrionale della dorsale delle "ferrovie secondarie" avente origine da Cagliari, passando nel 1921 alla gestione della Ferrovie Complementari della Sardegna e a quella delle Ferrovie della Sardegna nel 1989, venendo inoltre impiegata come deposito per gli autobus dei servizi su gomma eserciti da queste ultime società. Con la decisione di destinare la Isili-Sorgono all'utilizzo esclusivamente turistico a partire dal 16 giugno 1997 lo scalo cessò la sua attività regolare, restando in uso per il solo progetto Trenino Verde. Da allora la stazione (dal 2010 di proprietà dell'ARST) è inutilizzata per quanto riguarda il servizio ferroviario e priva di traffico per buona parte dell'anno, fatto salvo il periodo estivo in cui viene di norma attivato un servizio di treni turistici a calendario. Dall'agosto 2017 la stazione è provvisoriamente chiusa al traffico per via dello stato in cui versano alcuni ponti nel tratto della ferrovia a nord di Laconi.

## Strutture e impianti
Lo scalo si trova nel centro di Sorgono ed è configurato come stazione terminale, dotata complessivamente di cinque binari, tutti a scartamento da 950 mm. Dal binario di corsa se ne diramano uno passante a sud ed uno tronco a nord, quest'ultimo terminante dinanzi all'ex area merci dell'impianto, costituita anche da un magazzino la cui tettoia a falde protegge anche un piano di carico. Ulteriori comunicazioni danno inoltre accesso a due binari tronchi che terminano nell'area della rimessa rotabili dell'impianto, posta nella parte sud est della stazione e utilizzata anche per il servizio di autolinee dell'ARST. L'asse estremo di stazione e ferrovia si trova sul lato ovest dell'impianto, in cui sono ubicati anche una piattaforma girevole ed un rifornitore idrico, del tipo a cisterna metallica su base in muratura.
Vari i fabbricati presenti nello scalo: oltre ai già citati è presente un fabbricato viaggiatori, avente i canoni degli edifici di seconda classe di questo tipo delle SFSS. Si tratta di una costruzione a due piani con tetto a falde attigua al magazzino merci, con un'estensione sul lato ovest sul solo piano terra, ospitante il personale di stazione ed alcuni servizi all'utenza. Sul lato ovest dell'impianto è presente una costruzione per le ritirate, mentre ulteriori fabbricati di servizio sono adiacenti alla rimessa dello scalo.

## Movimento
Dall'estate 1997 la stazione è utilizzata esclusivamente per il traffico turistico, tuttavia dalla fine dell'estate 2017 nessuna relazione serve la struttura in quanto ricompresa in un tratto della Isili-Sorgono provvisoriamente chiuso all'esercizio per problemi infrastrutturali.

## Servizi
La stazione è dotata di una sala d'attesa (nel fabbricato viaggiatori) e di servizi igienici.
- Sala d'attesa
- Servizi igienici

## Interscambi
La stazione dopo la chiusura della ferrovia al servizio regolare di trasporto pubblico è usata prevalentemente per i servizi di autolinee dell'ARST, che si servono dell'impianto anche per finalità di rimessaggio. Lo scalo è inoltre fermata capolinea di alcuni collegamenti con Laconi.
- Fermata autobus